# منزل عامري
منزل عامري (بالفارسية: خانه عامری‌ها) هو منزل تاريخي يعود إلى عصر الدولة الزندية، ويقع في كاشان.